# Lichte Porzellan

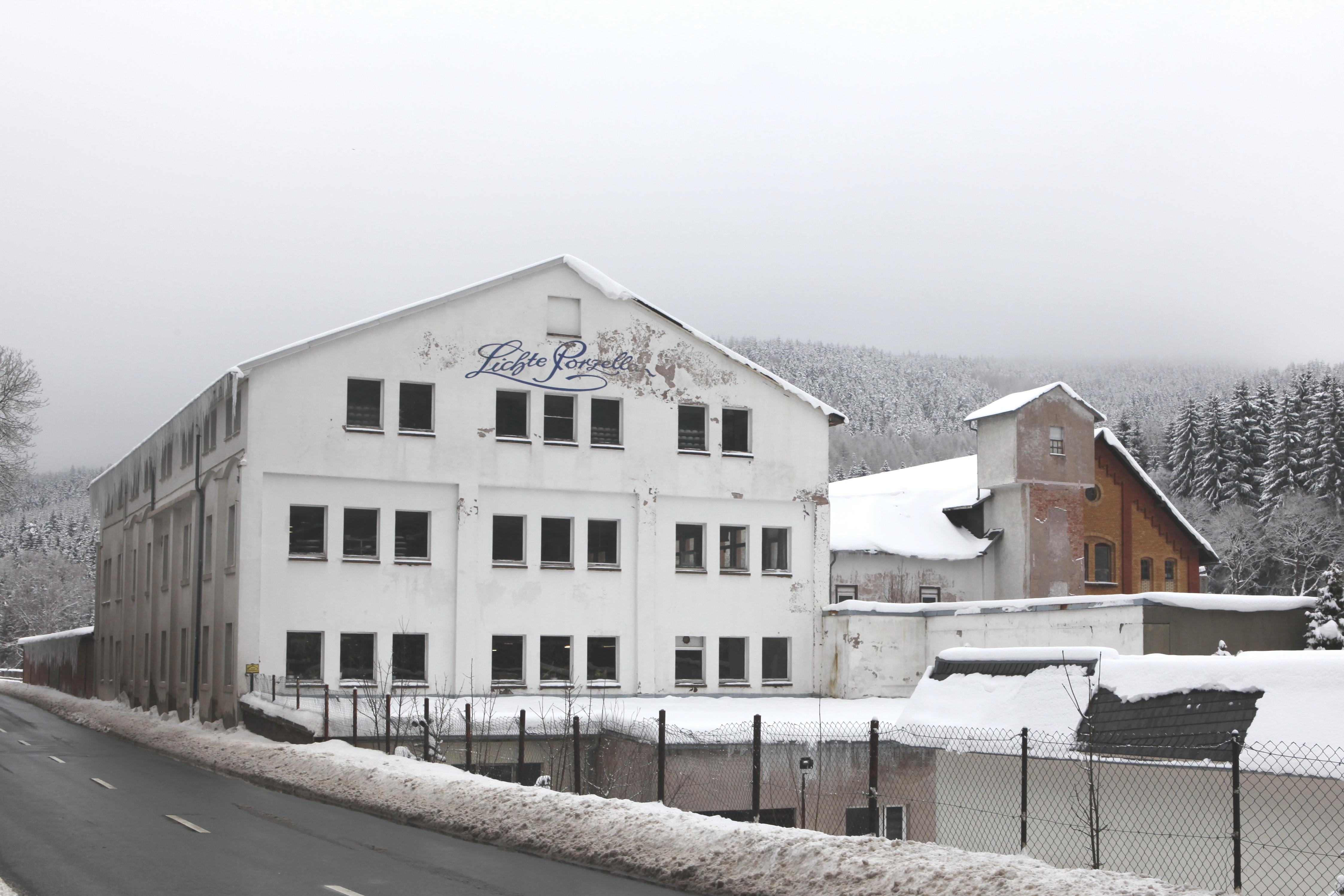
Hauptgebäude der Manufaktur in der Sonneberger Straße (Februar 2013)

Die Anfänge der Lichte Porzellan GmbH im thüringischen Lichte (Ortsteil Oberlichte) reichen bis 1822 zurück.

## Geschichte
Johann Heinrich Leder erhielt 1822 ein Fürstlich Schwarzburgisches Privileg und begründete eine Porzellanmacherei. Bereits 1840 wurde die Fabrik von den Gebrüdern Heubach erworben. Teilnahmen an den Weltausstellungen 1900 in Paris und 1904 in St. Louis brachten dem Unternehmen Auszeichnungen ein. Unter wesentlichem Einfluss des Bildhauers Wilhelm Krieger wurde die Produktion auf figürliche Stücke ausgerichtet. 1938 erwarb Otto Friedrich zu Ysenburg und Büdingen das Unternehmen. Kurz vor Gründung der DDR wurde der Betrieb 1948 enteignet und zum Zierporzellanwerk Lichte (VEB) umgewandelt. 1991 erwarb die Familie den Betrieb zurück, scheiterte jedoch mit der Neuausrichtung der Porzellansparte, sodass 1994 Mitarbeiter den Standort übernahmen. 2012 musste Insolvenz angemeldet werden; zwei Jahre später stellte auch die neue PKS (Porzellan, Keramik und Silber) Produktionsgesellschaft einen Insolvenzantrag. Die Produktion wurde eingestellt.
Eine größere Sammlung von Lichte-Porzellan besitzt das Museum Eisfeld (Museum Otto Ludwig) im Schloss Eisfeld.

## Künstler
- Albert Schünzel, Plattenporzellanmaler, Lehrer der Gebrüder A. u. L. Scherf
- Albert Scherf (1876–1953), Porzellanplattenmaler
- Louis Scherf (1870–1955), Porzellanplattenmaler, Auszeichnungen: u. a. Goldmedaille 1904 zur Weltausstellung in St. Louis
- Walter Arnold, Alfred Thiele, Walter Howard, Rudolf Oelzner u. w. stellten 1956 auf Bitte der Manufaktur VEB Schaubach Kunst Entwürfe für Porzellanplastiken zur Verfügung. (Quelle: Bildende Kunst, 1957, S. 402)